# Aplocheilichthys kongoranensis
Aplocheilichthys kongoranensis é uma espécie de peixe da família Poeciliidae.
É endémica da Tanzânia.
Os seus habitats naturais são: rios e rios intermitentes.